# 石倉久子
石倉　久子（いしくら ひさこ、1957年 - ）は、日本のAV女優（マドンナ所属）。
東京都出身。血液型:A型。身長:163cm。スリーサイズ:C87(D-70)・W64・H90。

## 略歴
- 2000年にデビューした熟女系のAV女優で、「近親・おかあさん」シリーズで人気女優となり多くの作品に出演。
- 撮影は常に主婦や母などの役柄が多く一般家庭を背景にした絡みのシーンが実生活と一致したり、3段腹が素人の熟女タイプの体型で人気となった。
- 2000年代のAV界で熟女ブームを巻き起こした1人である。
- 本人談では「撮影では私生活のSEX以上に感じて＜イク＞」そうである。
- 私生活では20後半で結婚し、3人の子供に恵まれたが30後半で別居して40代で離婚。
- 2003年〜2007年にかけては本名の「戸山初子」と「石倉久子」を使い分けてAVに出演している。
- 2004年頃には大人のグッズ「熟女名器」を（戸山初子）として発売している。

## 出演作品

### アダルトビデオ(石倉久子 名義)

#### 2003年
- 極選人気熟女としてみませんか（3月1日、グローバルメディアエンタテインメント）他出演:多数
- 真珠夫人たちの告白 弐（3月25日、レイディックス）
- 熟女のまごころ （3月25日、レイディックス）
- 熟女狂い咲き（4月1日、グローバルメディアエンタテインメント）
- 熟女狂い咲き 総集編（10月1日、グローバルメディアエンタテインメント）他出演:山本まりこ、相川かおり、山咲若菜、田村玲子、上杉典子

#### 2004年
- HIT妻7（3月21日、V&Rプロダクツ）他出演:多数
- 若く逞しいおち○ぽに狂わされた働くおばん 四の巻（5月14日、タカラ映像）他出演:波純子
- 熟道 総集編 第弐巻（7月1日、グローバルメディアエンタテインメント）他多数出演
- 熟女ナンパ 壱（7月30日、ルビー）他出演:波純子
- 近親相姦（9月8日、春夏秋冬）
- 極上マダムス30、40、50（10月23日、V&Rプランニング）他出演:葉山杏子、桜庭愛子
- 弁当屋の叔母さん（11月23日、タカラ映像）
- 馬乗り熟女（12月8日、グローバルメディアエンタテインメント）他出演:多数
- 若く逞しいおち○ぽに狂わされた働くおばん 拾参の巻（12月17日、タカラ映像）他出演:神崎千影

#### 2005年
- 泡浴熟女（1月7日、グローバルメディアエンタテインメント）他出演:多数
- 息子愛 近親相姦（1月21日、タカラ映像）
- 花屋の淫乱叔母さんに中出し（4月3日、タカラ映像）
- セックスレス四十路妻（4月20日、マドンナ）他出演: 石岡景子
- 若く逞しいおち○ぽに狂わされた働くおばん 愛蔵版総集編 参の巻（9月2日、タカラ映像）他出演:多数
- ベストオブ熟女 セックス専科 3（10月25日、レイディックス）他出演:多数
- 桃太郎 The BEST 6 熟女（12月16日、桃太郎ピクチャーズ）他出演:多数

#### 2006年
- ときめき熟女復刻版 セレブな奥様編3（2月4日、ルビー）
- 熟女狂い咲き 総集編（3月16日、グローバルメディアエンタテインメント）他出演:多数
- 禁断の性（4月25日、ネクスト・グループ）他出演:多数
- 恩師の奥さん（5月25日）マドンナ他出演:宝生桜
- おかんと息子 4時間SP（7月29日、ルビー）他出演:多数
- 五十ぎんちゃく（8月1日、リスキー）他出演:岩崎千鶴、滝川翠
- 月刊熟女秘宝館 熱帯夜の官能艶交尾（8月20日、ネクストイレブン）他出演:多数
- 息子愛 近親相姦 母と息子の禁断の中出し 愛蔵版総集編（8月22日、タカラ映像）他出演:多数
- 五十路倶楽部 歳を重ねた乙女達（9月21日、リスキー）他出演:岩崎千鶴
- 高齢熟女4時間スペシャル（10月4日、ルビー）他出演:多数

#### 2007年
- ときめき熟女 特別篇（1月18日、ルビー）他出演:清水美佐子、松野千秋、岩崎千鶴、須藤あゆみ
- 艶熟 五十路女 完熟女10人の貪欲セックス （2月7日、グローバルメディアエンタテインメント）他出演:多数
- 誘惑の義母 愛欲の禁断関係（5月21日、ネクストイレブン）他出演:多数
- おばあちゃんの性教育DX（6月20日、ネクストイレブン）他出演:多数
- ベストオブ熟女 セックス専科 3（10月27日、レイディックス）他出演:多数
- 禁断家族 お義母さん大好き（11月22日、NEXT GROUP）他出演:宮崎智恵乃、白石ゆかり

#### 2008年
- 熟女狂い咲き 高級山の手婦人の宴 vol.4（2月2日、グローバルメディアエンタテインメント）
- 五十路倶楽部総集編 歳を重ねた12人の乙女達（4月26日、ルビー）他出演:多数
- 熟女筆下ろし 2（5月9日、NEXT GROUP）他出演:坂下陽子、桜井海咲、観月ゆり
- ルビースーパーセレクション 高齢熟女4時間スペシャル（10月4日、ルビー）他出演:多数
- 童貞喰い熟女の絶品筆下ろし（11月20日、ネクストイレブン）他出演:多数
- おばあちゃんの性教育（12月13日、NEXT GROUP）他出演:小泉ニナ、 森文乃

#### 2009年
- 月刊熟女秘宝館（2月15日、NEXT GROUP）他出演:多数
- 禁断の家庭内SEX（6月19日、桃太郎映像出版）他出演:多数
- 大年増スペシャル 可愛くエロくで11人 5 （7月18日、ルビー）他出演:堀切さちえ、小林かおり、葉山瑶子、芹沢真理
- 五十路母の中出し交尾 4時間20人（8月6日、センタービレッジ）他出演:多数
- 肉食系四十路妻たちの濃厚ファック440分淫乱！（12月7日、マドンナ）他出演:多数

#### 2010年
- 高齢熟女馬乗り集 30人（9月10日、グローバルメディアエンタテインメント）他多数出演
- 近親相姦8時間まるごと五十路 2枚組34人（11月18日、センタービレッジ）他多数出演
- 童貞喰い熟女の絶品筆下ろし（11月20日、ネクストイレブン）他出演:多数

#### 2011年
- 淫乱!和服姿で悶える美熟女たち（1月7日、マドンナ）他多数出演

### アダルトビデオ(戸山初子 名義)

#### 2003年
- 五十路（8月3日、ルビー）

#### 2004年
- 五十路 5（5月2日、ルビー）他出演:多数
- 熟女名器 戸山初子（6月12日、ルビー）
- 五十路傑作集 完全版4作品240分（8月16日、現映社）他出演:中山朋子、高田彩子、戸山初子

#### 2005年
- ああ！五十路・五十路・五十路4時間傑作集 1（12月11日、フラットコーポレーション）他出演:多数

#### 2006年
- 新高齢熟女図姦2（12月25日、ルビー）他出演:小山典子

### 雑誌(石倉久子 名義)

#### 2004年
- 近親姦不倫性愛写真集猟色（司書房）